# Хлорид железа(III)-калия
Хлорид железа(III)-калия — неорганическое соединение,
кристаллогидрат комплексной соли железа, калия и соляной кислоты с формулой FeCl3•2KCl•H2O,
красные кристаллы.

## Получение
- В природе встречается минерал эритросидерит [1] — жёлто-красные гигроскопичные кристаллы состава FeCl3•2KCl•H2O с примесями.

- Медленное выпаривание смеси растворов хлоридов железа и калия:

{\displaystyle {\mathsf {2KCl+FeCl_{3}+H_{2}O\ {\xrightarrow {40^{o}C}}\ K_{2}FeCl_{5}\cdot H_{2}O}}}

## Физические свойства
Хлорид железа(III)-калия образует красные кристаллы
ромбические сингонии,
пространственная группа P mnb,
параметры ячейки a = 0,992 нм, b = 1,275 нм, c = 0,673 нм, Z = 4.
Растворяется в воде.